# Confit de vin
Le confit de vin ou gelée de vin peut être fait avec du vin rouge, du vin blanc, du vin rosé ou du vin doux.  Ce confit est utilisé dans la cuisine en tant qu'accompagnement

## Historique

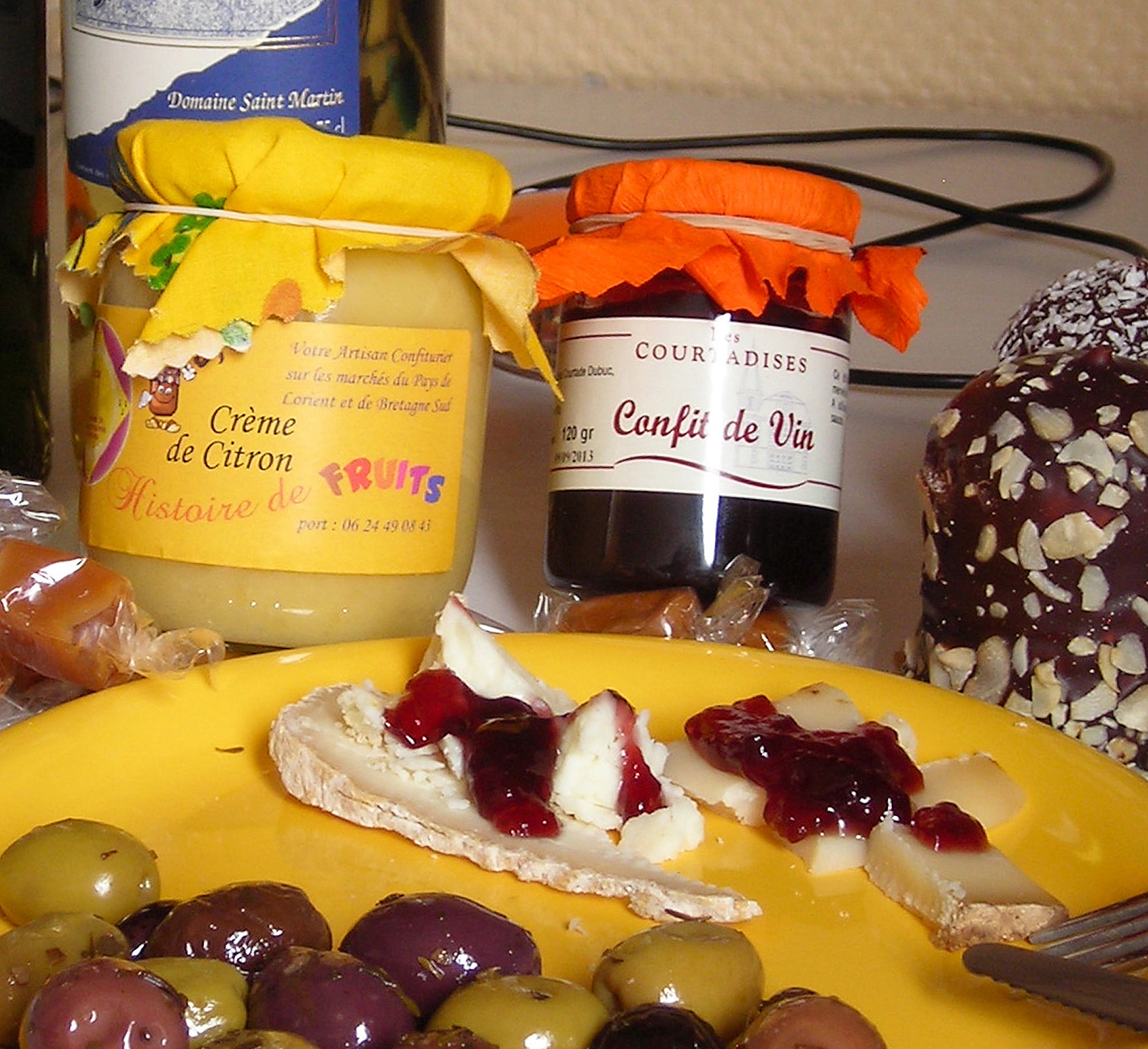
Confit de vin, crème de citron, olives, fromage et confit

Le confit de vin trouve son origine dans le fromage de tête ou du moins la tête de porc en gelée telle que les maîtres-queux italiens la cuisinaient au XVIe siècle. À cette époque, tous les abats étaient bouillis dans du vin blanc, coupé d'eau et de vinaigre, avec maintes épices. En fin de cuisson, étaient rajoutés du sucre et du miel. Ces deux édulcorants donnaient au bouillon un goût de pain d'épices et surtout avaient l'avantage d'équilibrer les acides du vin blanc et du vinaigre dans la gelée.
La meilleure gelée était obtenue avec des pieds de porc, de la couenne, des groins et des oreilles cuits à bouillon dans un chaudron avec trois pintes de vin blanc, trois pintes d'eau et un demi litron de vinaigre.

## Réalisation
Le vin doit être cuit et épaissi (réduction) en cours de cuisson avec de la gélatine ou de la pectine, substance qui existe à l'état naturel dans les fruits. Il y est rajouté du sucre et des épices à vin chaud. On utilise le plus souvent de la cannelle, des clous de girofle ou une gousse de vanille. Le tout est mis à refroidir dans un endroit frais jusqu'à sa prise.

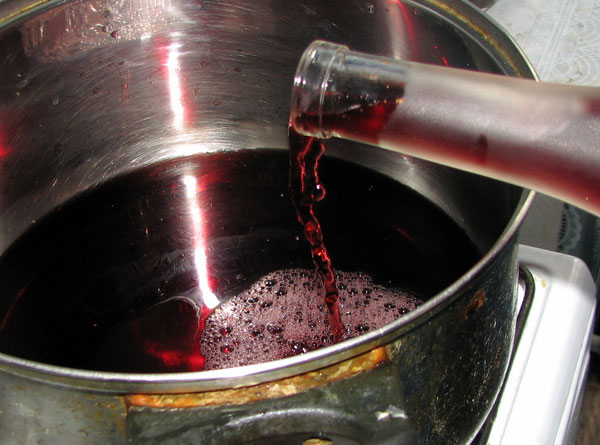
Vin mis à chauffer
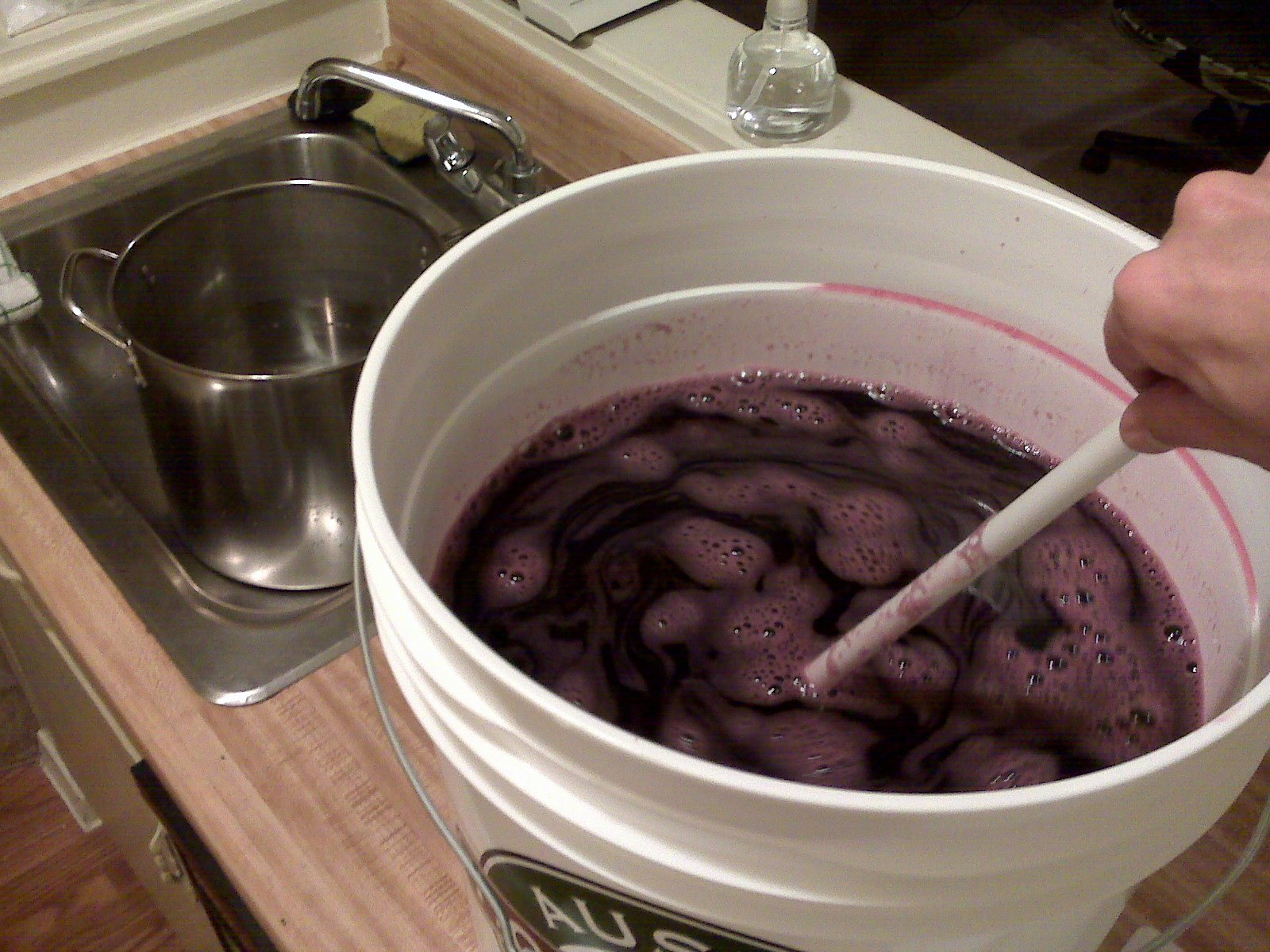
Ajout de sucre et d'épices
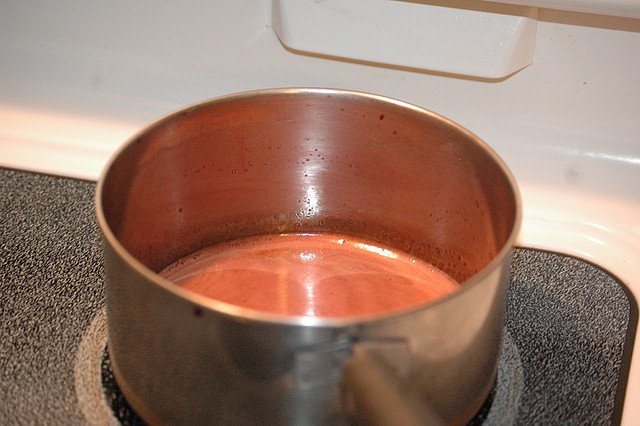
Réduction du vin
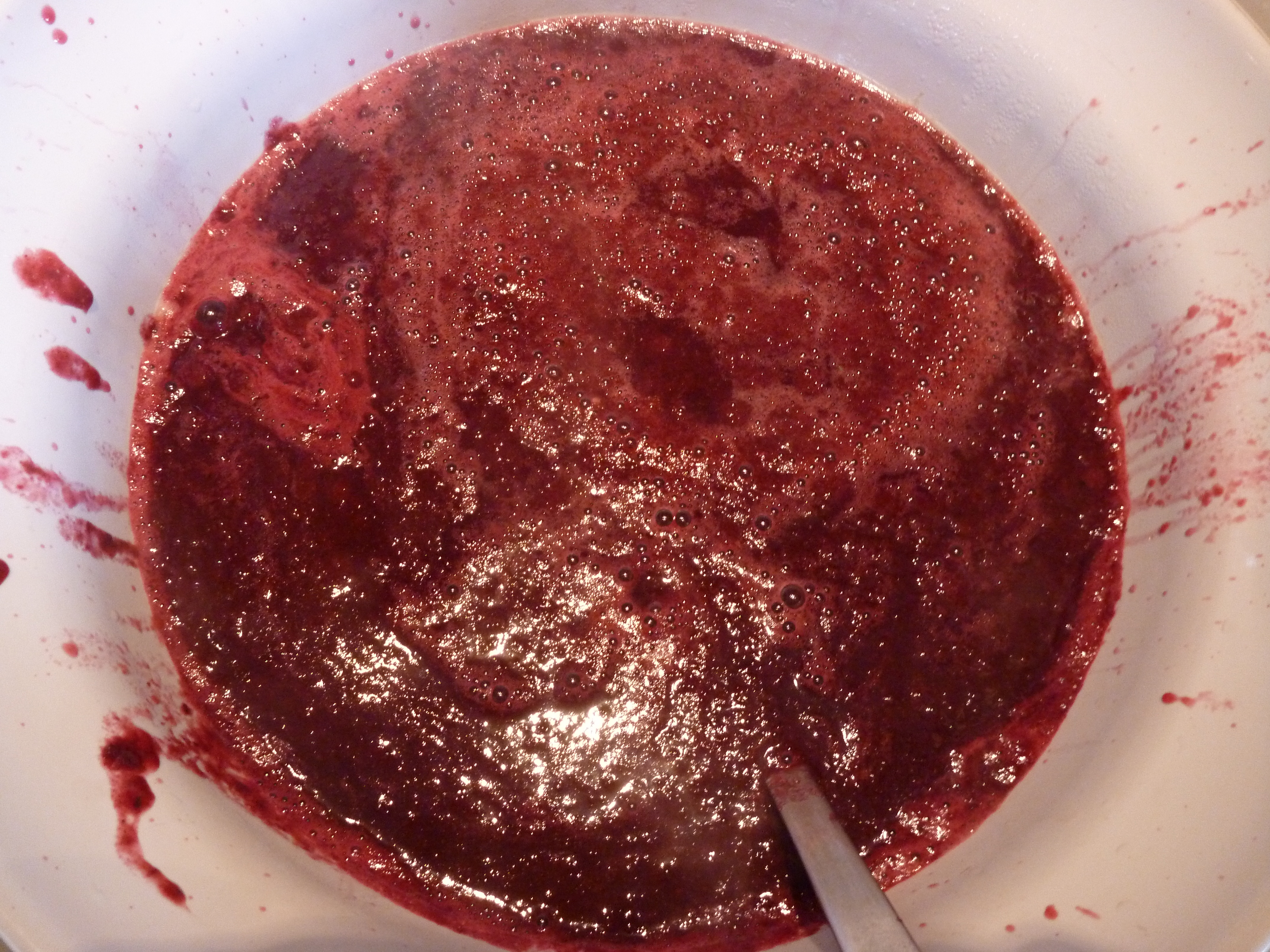
Gelée de vin

## Utilisation
Le confit s'utilise comme une confiture sur du pain, des viennoiseries, des toasts ou des crêpes. Il a sa place en cuisine pour lier les sauces ou accompagner les desserts. Il peut remplacer le sucre sur les tartes aux fruits, et se substituer aux gelées de petits fruits rouges pour les gibiers. Il peut être utilisé sur des hors-d'œuvre sucrés ou salés et comme condiment. Il accompagne les coquillages, le poisson, les viandes rouges, les volailles, les fromages de chèvre, les fruits cuits ou en salade.

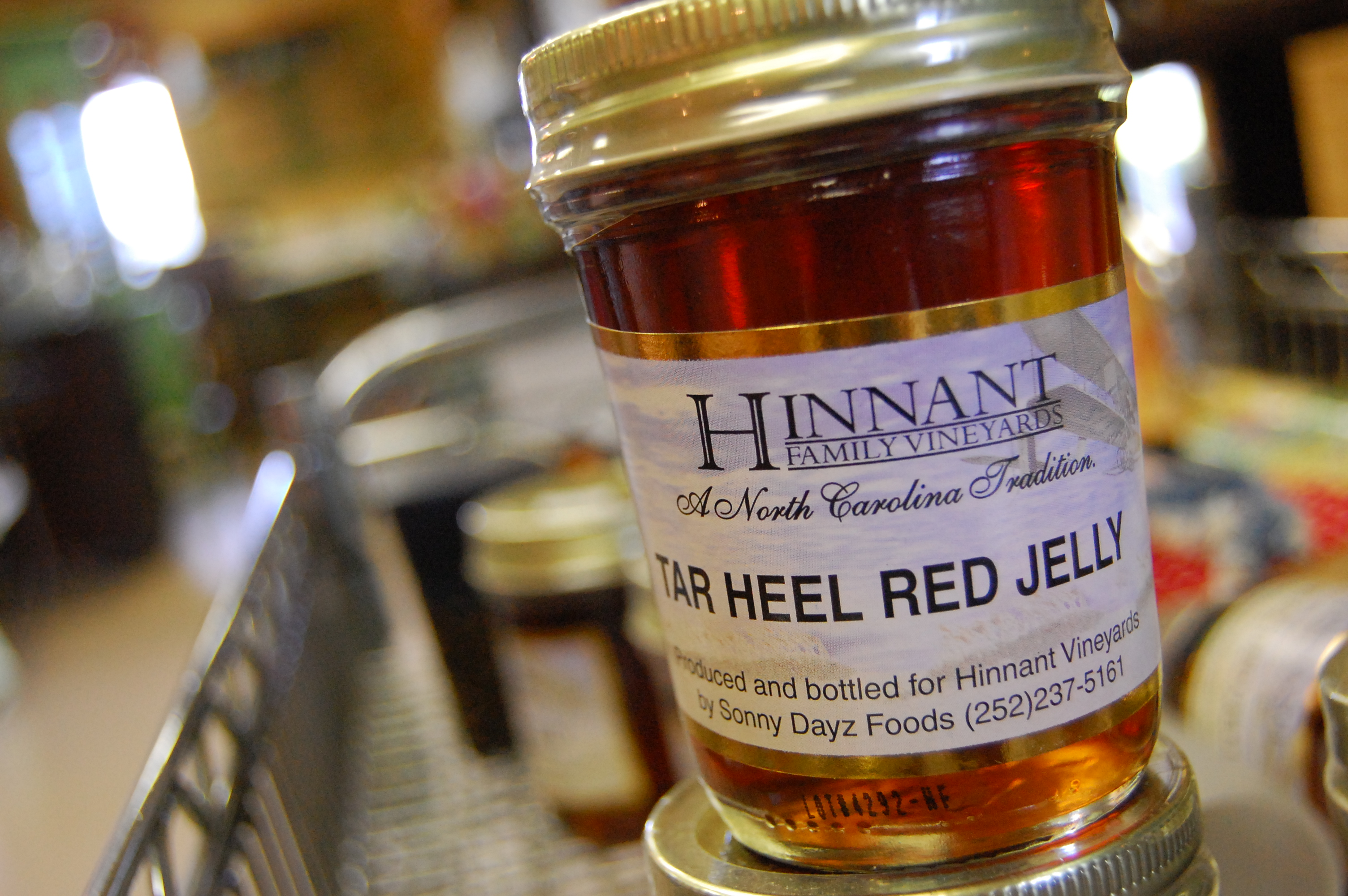
Gelée de vin de Caroline du Nord
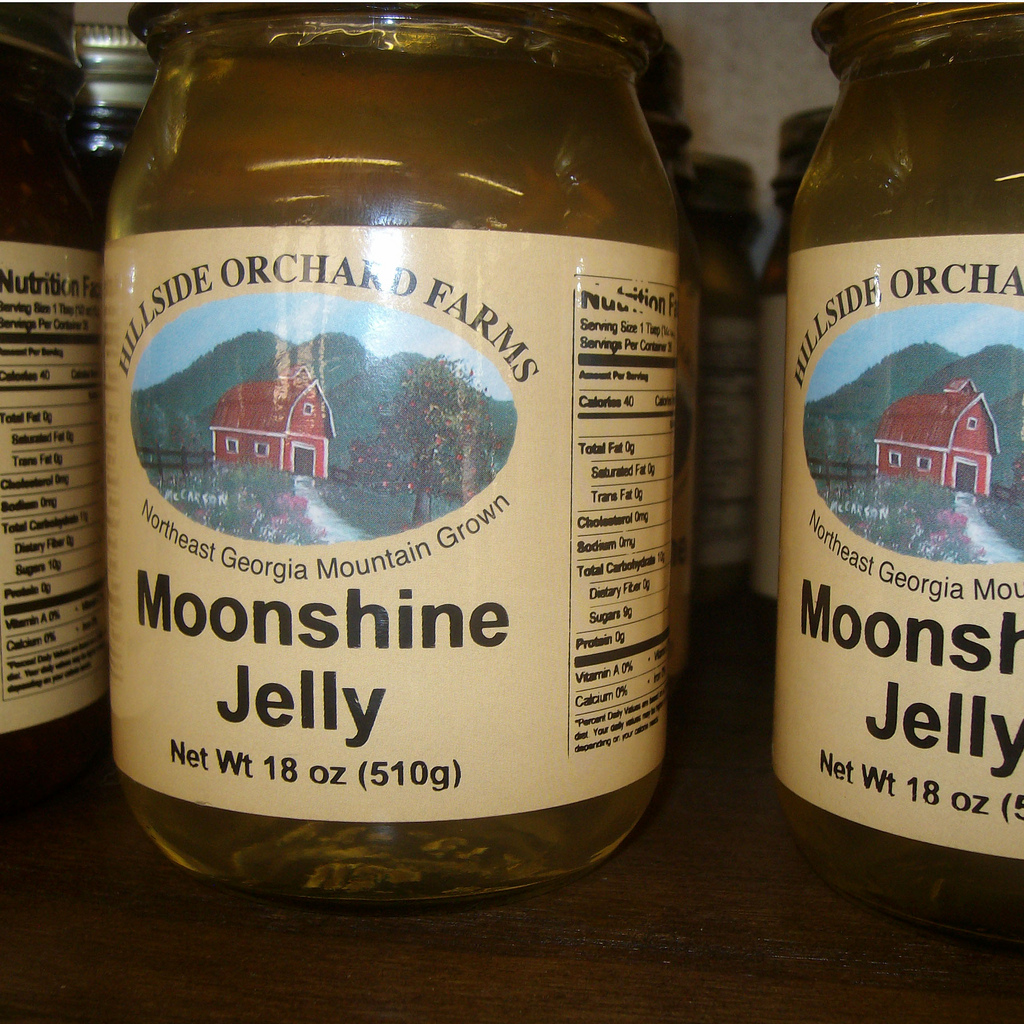
Gelée de vin de Géorgie
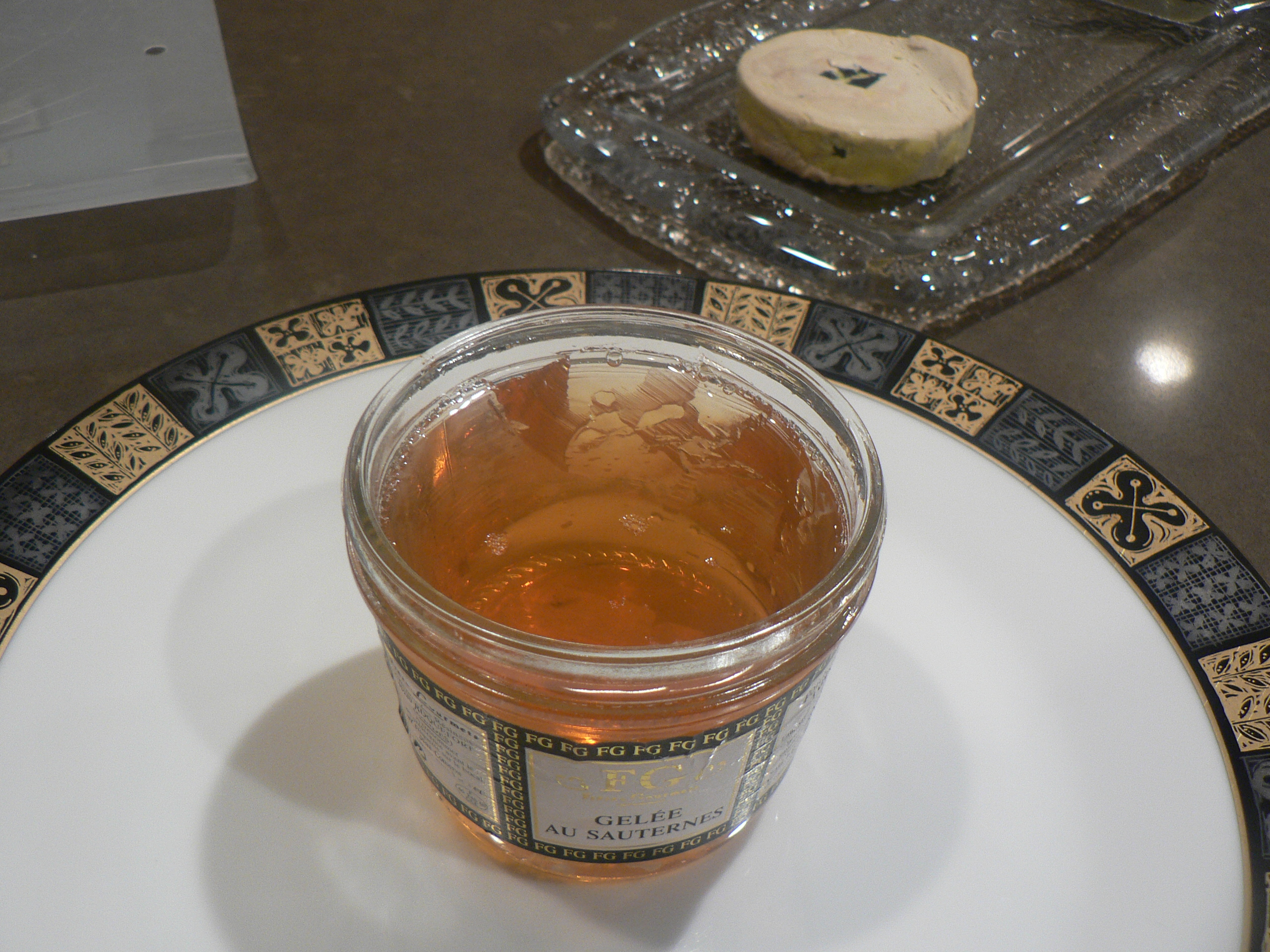
Gelée de vin de Sauternes
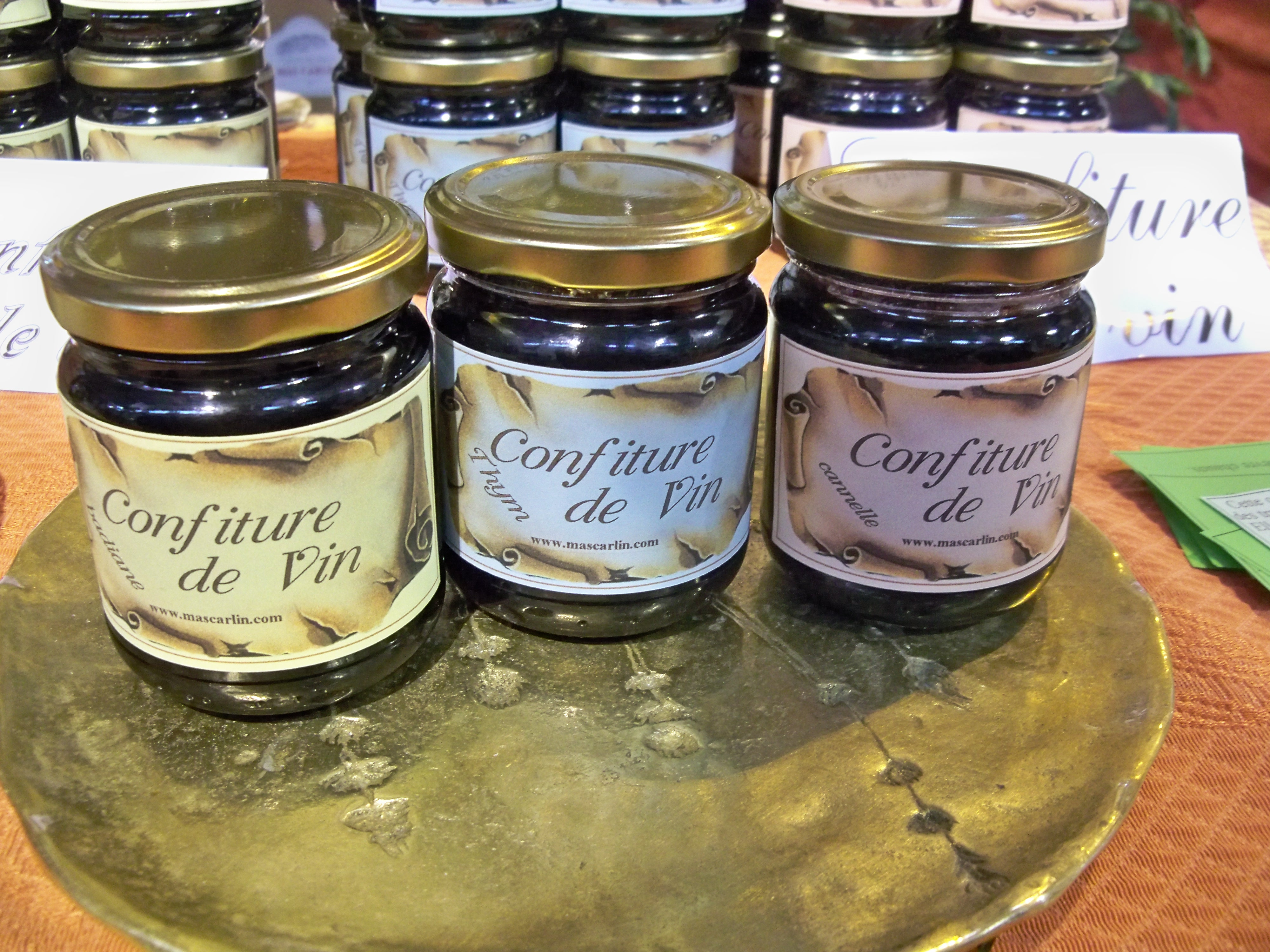
Confits de vin aromatisés
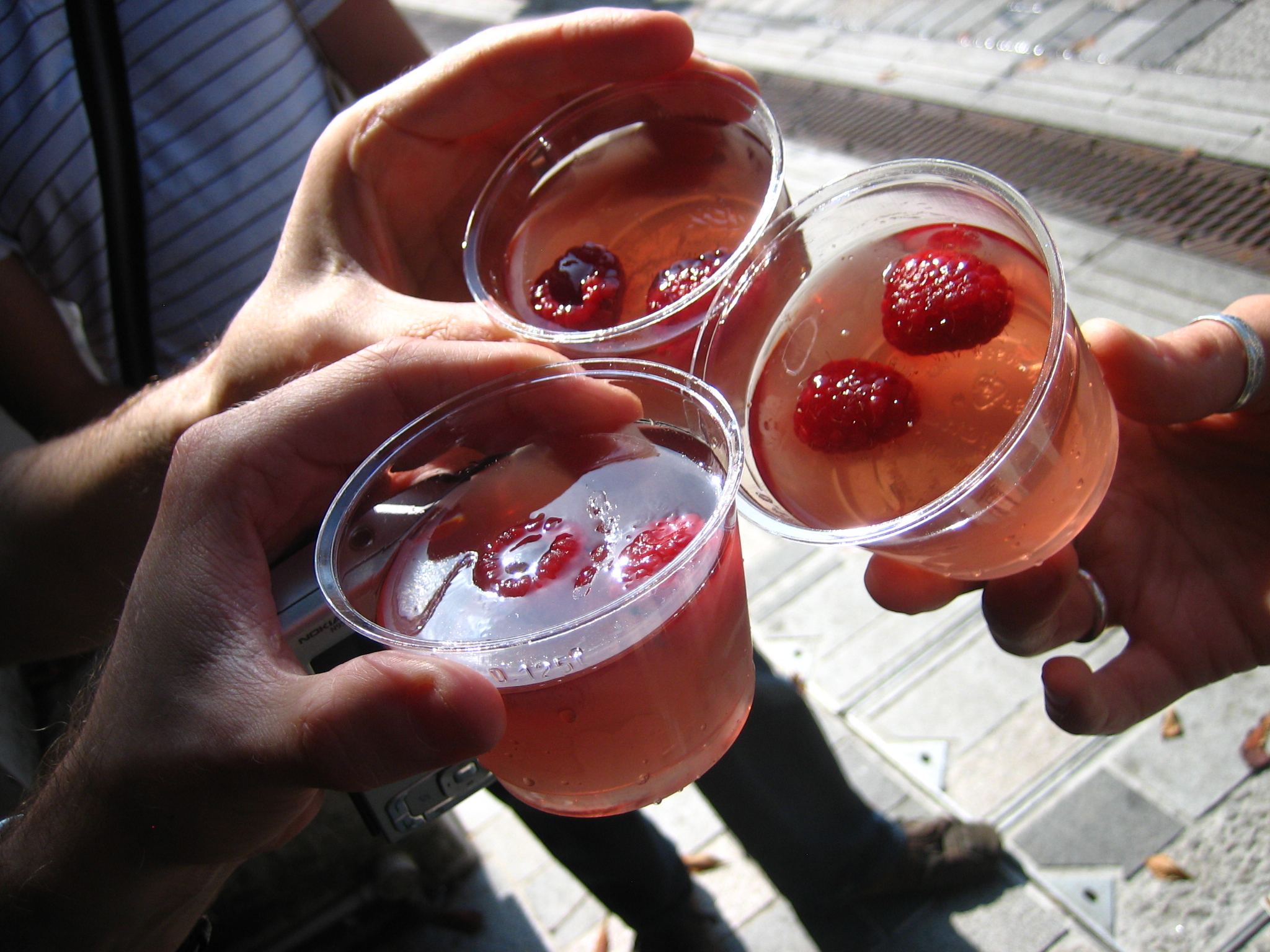
Framboises dans une gelée de champagne